# (7162) Sidwell
(7162) Sidwell (1982 VB1) – planetoida z pasa głównego asteroid okrążająca Słońce w ciągu 3,59 lat w średniej odległości 2,34 j.a. Odkryta 15 listopada 1982 roku.